# Koyama Yūshi
Koyama Yūshi (japanisch 小山 祐士; geboren 29. März 1906 in der Präfektur Hiroshima; gestorben 10. Juni 1982 in Hachiōji (Präfektur Tokio)) war ein japanischer Autor von Theaterstücken.

## Leben und Wirken
Koyama Yūshi bildete sich nach seinem Abschluss an der Keiō-Universität weiter unter dem Schriftsteller Kishida Kunio weiter und wurde 1932 Gründungsmitglied der Theaterzeitschrift „Gekisaku“ (劇作). Seine in dieser Zeitschrift veröffentlichten Stücke „Jūnigatsu“ (十二月) – „Dezember“ (1933) und „Setonaikai no kodomo-ra“ (瀬戸内海の子供ら) „Kinder des Seto-Inlandsees“ (1934) wurden im Tsukiji-Theater (築地座, Tsukiji-za) aufgeführt und fanden großen Anklang, was ihm Anerkennung als Dramatiker einbrachte.
Während des Pazifikkrieges 1937 bis 1945 wurde Koyama in seine Heimatstadt evakuiert, zog aber nach dem Krieg 1949 wieder nach Tokio. Nach dem Krieg verband er Lyrik mit Antikriegs- und Atombombenthemen. Er erhielt den „Kishida Theater Preis“ (岸田演劇賞, Kishida Engeki-shō) für „Futaridake no budōka“ (二人だけの舞踏会) – „Ein Ball nur für zwei“ (1956), aufgeführt im Haiyū-Theater (俳優座, Haiyū-za). Weitere Werke sind „Kiiroi nami“ (黄色い波) – „Eine gelbe Welle“ (1961) und „Taisanboku no ki no shita de“ (泰山木の木の下で) – „Unter dem Magnolienbaum“ (1962), „Nihon no Yūrei“ (日本の幽霊) – „Die Geister Japans“ (1965).
Koyama wurde als „Dichter der Seto-Inlandsee“ bekannt und stellte die Psychologie der Charaktere in einer äußerst poetischen Umgebung auf den Inseln dar. Er erhielt den „Preis des Kultusministers zur Kunstförderung“ (芸術選奨文部大臣賞, Geijutsu senshō monbudaijin-shō) für die Gesammelte Werke seiner Dramen  „Koyama yūshi gikyoku zenshū“ (小山祐士戯曲全集), die von 1971 bis 1977 erschienen.